# 2022年叶伊斯克苏-34坠毁事故
2022叶伊斯克Su-34坠毁事故 是一起发生在俄罗斯克拉斯诺达尔边疆区叶伊斯克的一起军用航空器坠毁事故。
2022年10月17日晚，一架苏-34坠毁在俄罗斯克拉斯诺达尔边疆区叶伊斯克的一栋公寓楼内并引发大火，造成地面15人死亡26人受伤。     

## 事故背景
这起事故发生在2022年俄羅斯入侵烏克蘭期间，涉事飞机苏-34也是俄罗斯空军在战争中投入使用的军机之一。值得一提的是，叶伊斯克距离俄乌边境城市马里乌波尔只有60公里（37英里）远。但是没有信息证明这架轰炸机是从叶伊斯克空军基地起飞的。
第859海军航空兵以及飞行员再培训中心也位于叶伊斯克，有媒体猜测这架轰炸机是隶属于飞行学校，但苏-34并不在俄罗斯海军的机队里。

## 事故经过
俄罗斯国防部报告称，这架苏-34战斗轰炸机在进行训练飞行时在爬升阶段坠毁。两名飞行员成功弹射。据两名飞行员的口供，坠机的原因是在爬升阶段其中一台发动机起火。当地部门表示，燃料在坠机现场引起起火。   
俄罗斯联邦紧急情况部于18时25分收到有关苏-34飞机坠入住宅楼的信息；事件发生在红街和共产街（Kommunisticheskaya）的交叉口。 

## 火灾
克拉斯诺达尔边疆区行政长官韦尼阿明·孔德拉季耶夫表示，大火烧毁了大楼内至少17间公寓。同时，该市值班调度部门表示，火灾至少波及到45套公寓。据当地应急响应部门称，大火完全吞没了其中一个大门，从第九层到第五层的地板坍塌。与此同时，地区紧急情况部报告称，一楼至五楼的公寓在坠机后起火。 
当地时间20时40分左右，火势得到控制，飞机残骸的火灾被扑灭。 

## 遇难者
起初有关部门没有关于受害者的准确信息，因为由于大火和持续的爆炸，该市的紧急部门无法对着火的建筑物进行勘察。 
截至2022年10月18日，此次事故共造成15死26伤。共有40名心理医生负责疏导遇难者家属。

## 事故分析
乌克兰航空专家瓦列里·罗曼年科表示，“如果这次飞行是战斗任务的话，那一些房子就不会在那里。”他承认在飞机坠毁后听到了小规模的爆炸声，但暗示这些爆炸声要么是30 毫米大炮的弹药筒，要么是训练弹。然而，他注意到事故现场并没有发生重大爆炸，尽管这架飞机能够携带多达8顿的炸弹。 
根据俄罗斯媒体“钟 ”，这场灾难是自俄罗斯入侵乌克兰开始以来俄罗斯军机第十次非战斗损失。 

## 事故调查
根据俄罗斯联邦侦查委员会的Telegram频道，此次苏-34在叶伊斯克坠毁的事故已经立案。该部门中央办公室的犯罪学家已被派往事件现场，正在调查这起事件的起因。

## 反应
克拉斯诺达尔边疆区副行政长官安娜∙明科娃说将从地区预算中为死者家庭提供100万卢布（约合16116美元）的财政援助，为中度和重度伤者提供40万卢布（约合6446美元）的财政援助，为财产损失向每位家庭成员提供10万卢布（约合1612美元）的援助。